# Amateuroberliga Niedersachsen 1955/56
Die Saison 1955/56 der Amateuroberliga Niedersachsen war die siebte Saison der höchsten niedersächsischen Amateurliga im Fußball. Sie nahm damals die zweithöchste Ebene im deutschen Ligensystem ein. Ein Meister wurde nicht ausgespielt. Für die Aufstiegsrunde zur Oberliga Nord qualifizierten sich Eintracht Osnabrück, der VfB Peine und der TSR Olympia Wilhelmshaven. Allerdings konnte sich keine der drei Mannschaften durchsetzen. Aus der Oberliga Nord stieg der VfB Oldenburg in die Amateuroberliga Niedersachsen ab.
Die Abstiegsplätze nahmen im Westen der SSV Delmenhorst und der TuS Lingen sowie im Osten Werder Hannover und der SV Limmer 1910 ein. Darüber hinaus musste der TSV Havelse wegen Verstoßes gegen das Amateurstatut zwangsabsteigen. Dafür stiegen aus der Amateurliga Niedersachsen der Hannoversche SC und der VfL Germania Leer in die Gruppe West sowie der SV Alfeld und der SC Uelzen 09 in die Gruppe Ost auf. 

## Tabellen

### West
| Pl.               | Verein                    | Sp. | S  | U | N  | Tore    | Quote | Punkte |
| ----------------- | ------------------------- | --- | -- | - | -- | ------- | ----- | ------ |
| 1.                | TSR Olympia Wilhelmshaven | 28  | 17 | 7 | 4  | 086:350 | 2,46  | 41:15  |
| 2.                | Eintracht Osnabrück       | 28  | 18 | 4 | 6  | 086:350 | 2,46  | 40:16  |
| 3.                | Victoria Oldenburg        | 28  | 15 | 6 | 7  | 079:350 | 2,26  | 36:20  |
| 4.                | Falke Steinfeld           | 28  | 15 | 6 | 7  | 064:570 | 1,12  | 36:20  |
| 5.                | TSV Havelse 1             | 28  | 14 | 4 | 10 | 070:510 | 1,37  | 32:24  |
| 6.                | Cuxhavener SV             | 28  | 11 | 9 | 8  | 061:520 | 1,17  | 31:25  |
| 7.                | Sparta Nordhorn           | 28  | 12 | 3 | 13 | 061:780 | 0,78  | 27:29  |
| 8.                | BV Cloppenburg            | 28  | 11 | 4 | 13 | 053:630 | 0,84  | 26:30  |
| 9.                | VfL Bückeburg             | 28  | 9  | 7 | 12 | 055:630 | 0,87  | 25:31  |
| 10.               | SC Nordenham (N)          | 28  | 10 | 5 | 13 | 053:760 | 0,70  | 25:31  |
| 11.               | Kickers Emden             | 28  | 10 | 4 | 14 | 052:630 | 0,83  | 24:32  |
| 12.               | Roland Delmenhorst        | 28  | 10 | 3 | 15 | 049:720 | 0,68  | 23:33  |
| 13.               | Sportfreunde Oesede       | 28  | 8  | 6 | 14 | 045:540 | 0,83  | 22:34  |
| 14.               | SSV Delmenhorst           | 28  | 7  | 4 | 17 | 040:710 | 0,56  | 18:38  |
| 15.               | TuS Lingen (N)            | 28  | 5  | 4 | 19 | 043:920 | 0,47  | 14:42  |
| Stand: Saisonende |                           |     |    |   |    |         |       |        |

### Ost
| Pl.               | Verein                     | Sp. | S  | U | N  | Tore    | Quote | Punkte |
| ----------------- | -------------------------- | --- | -- | - | -- | ------- | ----- | ------ |
| 1.                | Eintracht Braunschweig Am. | 30  | 20 | 5 | 5  | 063:240 | 2,63  | 45:15  |
| 2.                | VfB Peine                  | 30  | 17 | 8 | 5  | 055:300 | 1,83  | 42:18  |
| 3.                | Wolfenbütteler SV          | 30  | 17 | 6 | 7  | 065:480 | 1,35  | 40:20  |
| 4.                | Teutonia Uelzen            | 30  | 16 | 7 | 7  | 067:440 | 1,52  | 39:21  |
| 5.                | VfV Hildesheim             | 30  | 13 | 6 | 11 | 060:420 | 1,43  | 32:28  |
| 6.                | Borussia Hildesheim        | 30  | 13 | 5 | 12 | 058:550 | 1,05  | 31:29  |
| 7.                | SpVgg Preußen Hameln       | 30  | 13 | 4 | 13 | 044:570 | 0,77  | 30:30  |
| 8.                | SV Union Salzgitter (N)    | 30  | 12 | 5 | 13 | 054:600 | 0,90  | 29:31  |
| 9.                | 1. FC Wolfsburg (N)        | 30  | 12 | 5 | 13 | 041:490 | 0,84  | 29:31  |
| 10.               | TuS Celle                  | 30  | 10 | 7 | 13 | 055:570 | 0,96  | 27:33  |
| 11.               | Leu Braunschweig           | 30  | 11 | 4 | 15 | 062:710 | 0,87  | 26:34  |
| 12.               | FC Grone                   | 30  | 10 | 4 | 16 | 048:550 | 0,87  | 24:36  |
| 13.               | Goslarer SC 08             | 30  | 9  | 6 | 15 | 054:630 | 0,86  | 24:36  |
| 14.               | VfB Fallersleben           | 30  | 10 | 4 | 16 | 039:590 | 0,66  | 24:36  |
| 15.               | SV Limmer 1910             | 30  | 7  | 9 | 14 | 051:610 | 0,84  | 23:37  |
| 16.               | Werder Hannover            | 30  | 4  | 7 | 19 | 034:750 | 0,45  | 15:45  |
| Stand: Saisonende |                            |     |    |   |    |         |       |        |

| (A) | Absteiger aus der Oberliga Nord 1954/55              |
| (N) | Aufsteiger aus der Amateurliga Niedersachsen 1954/55 |

## Qualifikation zur Qualifikationsrunde zur Oberliga Nord
Die beiden Vizemeister ermittelten den dritten niedersächsischen Teilnehmer an der Aufstiegsrunde. Meister der Ostgruppe wurden die Amateure von Eintracht Braunschweig, die nicht für das Qualifikationsspiel teilnahmeberechtigt waren. Für sie rückte der Dritte Wolfenbütteler SV nach. Das Spiel fand am 29. April 1956 im Bückeburger Jahnstadion statt.
|                                                    | Ergebnis |                                             |
| -------------------------------------------------- | -------- | ------------------------------------------- |
| Eintracht Osnabrück (Vizemeister der Staffel West) | 2:0      | Wolfenbütteler SV (Dritter der Staffel Ost) |

## Aufstiegsrunde zur Amateuroberliga
Die sieben Meister der Amateurligen ermittelten im Ligasystem vier Aufsteiger in die Landesliga. Die beiden Gruppensieger und Gruppenzweiten stiegen auf.

### Gruppe A
| Pl.               | Verein                                         | Sp. | S | U | N | Tore    | Quote | Punkte |
| ----------------- | ---------------------------------------------- | --- | - | - | - | ------- | ----- | ------ |
| 1.                | VfL Germania Leer (Meister der Amateurliga 1)  | 6   | 5 | 0 | 1 | 019:800 | 2,38  | 10:20  |
| 2.                | Hannoverscher SC (Meister der Amateurliga 3)   | 6   | 4 | 0 | 2 | 018:140 | 1,29  | 08:40  |
| 3.                | Frisia Goldenstedt (Meister der Amateurliga 2) | 6   | 2 | 1 | 3 | 021:230 | 0,91  | 05:70  |
| 4.                | TSV Verden (Meister der Amateurliga 6)         | 6   | 0 | 1 | 5 | 010:230 | 0,43  | 01:11  |
| Stand: Saisonende |                                                |     |   |   |   |         |       |        |

### Gruppe B
| Pl.               | Verein                                          | Sp. | S | U | N | Tore    | Quote | Punkte |
| ----------------- | ----------------------------------------------- | --- | - | - | - | ------- | ----- | ------ |
| 1.                | SV Alfeld (Meister der Amateurliga 5)           | 4   | 3 | 1 | 0 | 012:500 | 2,40  | 07:10  |
| 2.                | SC Uelzen 09 (Meister der Amateurliga 7)        | 4   | 1 | 1 | 2 | 007:800 | 0,88  | 03:50  |
| 3.                | Rot-Weiß Steterburg (Meister der Amateurliga 4) | 4   | 1 | 0 | 3 | 006:120 | 0,50  | 02:60  |
| Stand: Saisonende |                                                 |     |   |   |   |         |       |        |